# Apseudomorpha veleronis
Apseudomorpha veleronis är en kräftdjursart som först beskrevs av Menzies 1953.  Apseudomorpha veleronis ingår i släktet Apseudomorpha och familjen Metapseudidae. Inga underarter finns listade i Catalogue of Life.